# Цветльское аббатство
Цветль (нем. Zwettl) — католический монастырь рядом с австрийским посёлком Цветль (федеральная земля Нижняя Австрия). Аббатство принадлежит ордену цистерцианцев.

## Расположение
Монастырь находится на правом берегу реки Камп, в её излучине, в двух километрах ниже по течению реки от посёлка Цветль. В 35 километрах к юго-востоку расположен Кремс, в 75 километрах — Вена.

## История

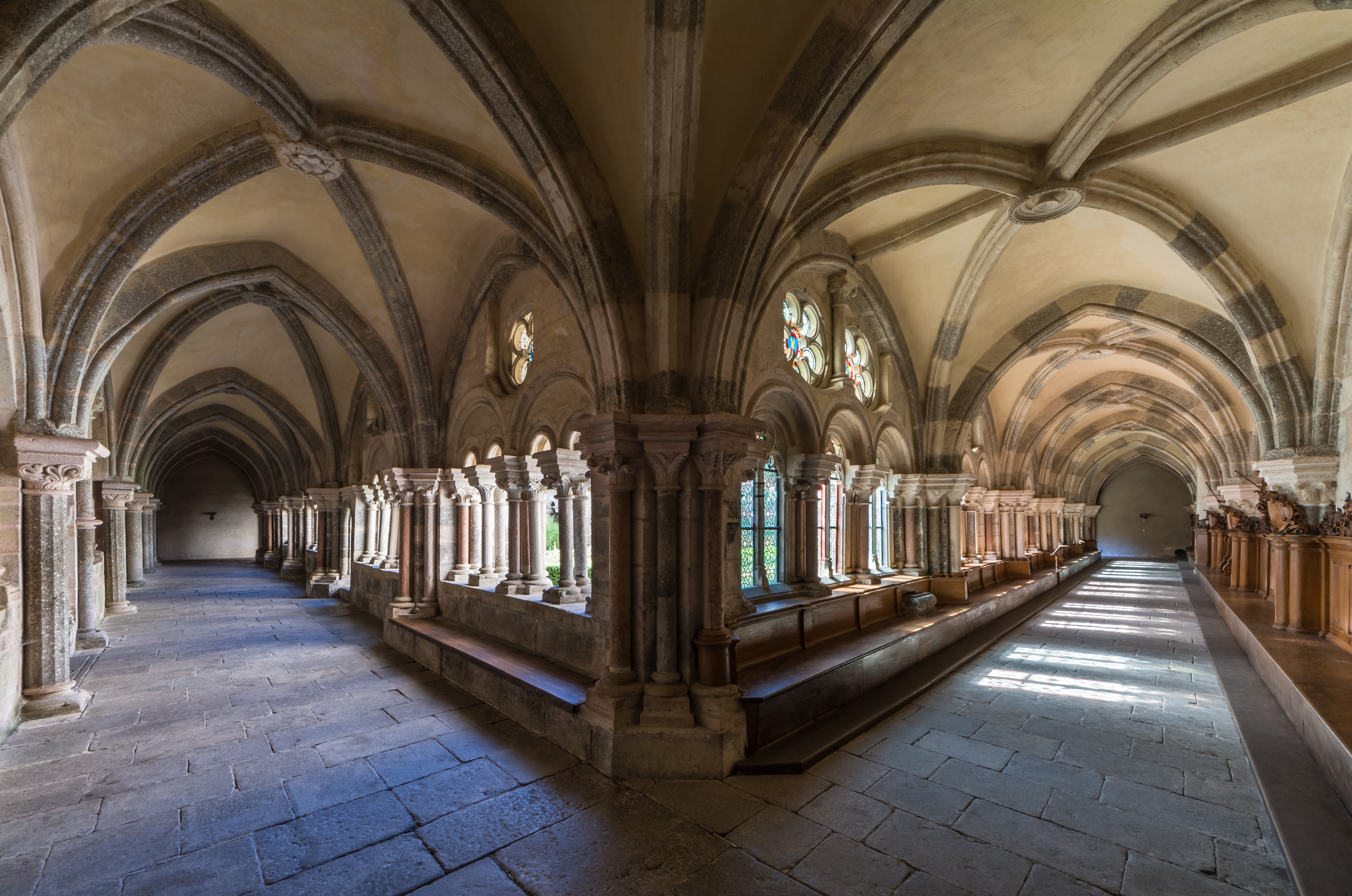
Готический клуатр

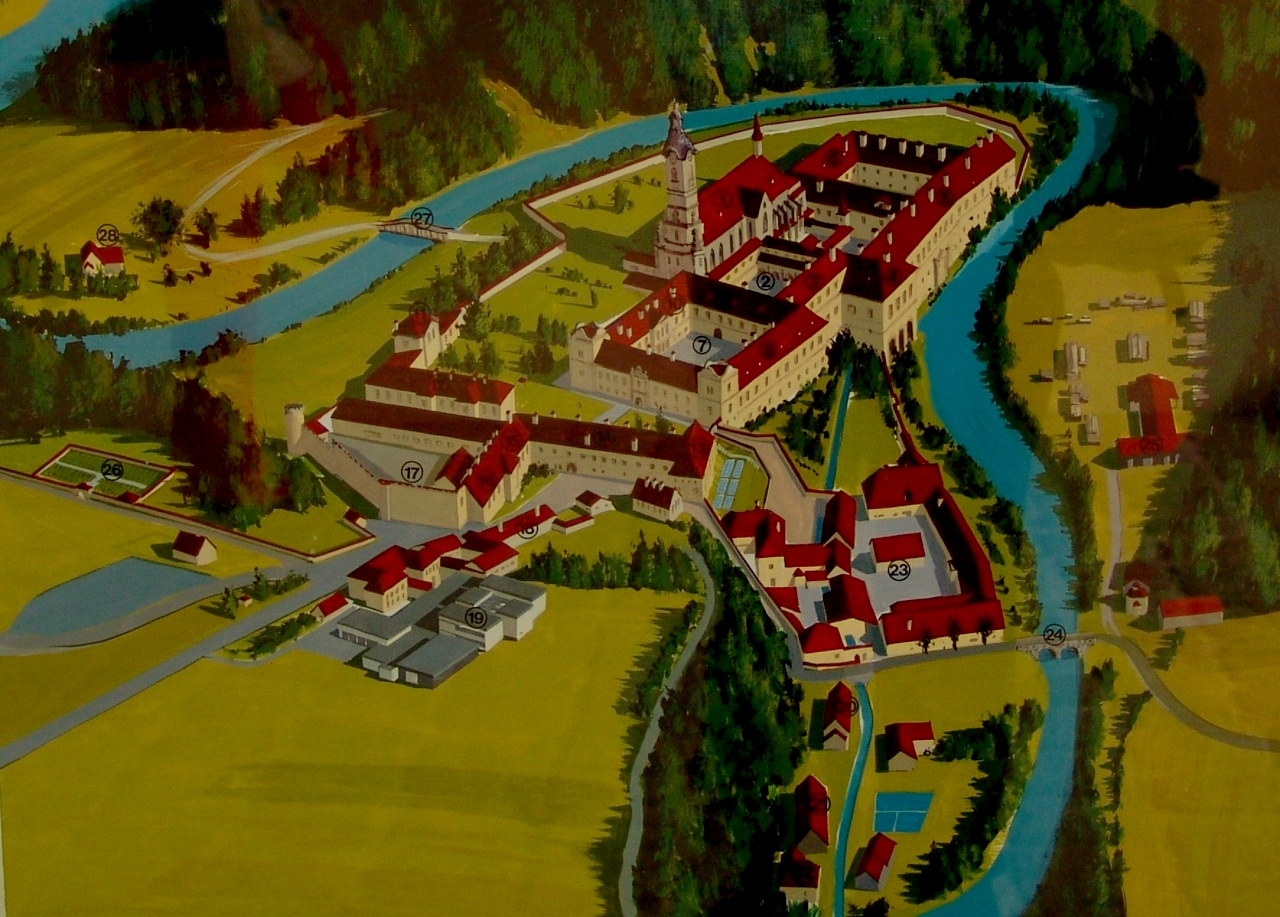
План аббатства

Цветльское аббатство было основано в 1137 году монахами из цистерцианского монастыря Хайлигенкройц и стало его первым дочерним монастырём (сам Хайлигенкройц был основан всего 5 годами раньше). Основание монастыря было подтверждено папой Иннокентием II (1140). Первым настоятелем стал Герман (1137—1147), монах из Хайлигенкройца.
Основные строения монастыря были возведены в короткий срок после основания. В 1159 году уже состоялось освящение церкви, зала капитулов и дормитория. Возведение прочих зданий было завершено к 1218 году. В XIII веке Цветль стал одним из богатых и влиятельных монастырей в Австрии и во всём ордене цистерцианцев.
С начала XV века монастырь несколько раз подвергался разграблению, а в 1426 году 4 000 гуситов разграбили монастырь и полностью сожгли его. Отстроено аббатство было при аббате Иоганне (1437-51) в готическом стиле, но былого процветания монастырю пока вернуть не удалось. В конце XV века в нём жило 40 монахов, в период Реформации в нём оставалось только 6 монахов и один священник. Для выживания монастырь был вынужден распродавать свои некогда обширные земельные владения.
Новый период подъёма и процветания Цветля начался в XVI веке при аббате Эразме (1512—1545), в Тридцатилетнюю войну и османские нашествия он счастливо избежал разрушения. При аббате Мельхиоре (1706—1747) монастырь достиг пика своего процветания, аббатство было расширено, ряд строений был перестроен с добавлением барочных черт. Мельхиор открыл при аббатстве школу по изучению философии и теологии, сильно обогатил монастырскую библиотеку. В период с 1786 по 1804 год Цветль попал под комменду, но с 1804 года вновь стал независимым с правом самостоятельного избрания настоятеля.
В период правления Иосифа II, который распустил множество австрийских монастырей, Цветлю угрожало закрытие, однако он избежал этой участи благодаря существованию при монастыре философско-теологической школы (согласно императорскому Указу о веротерпимости не упразднялись только те монастыри, которые способствовали делу просвещения или призрения больных). В XIX веке начался постепенный упадок монастыря, однако он сумел избежать закрытия.

## Архитектура

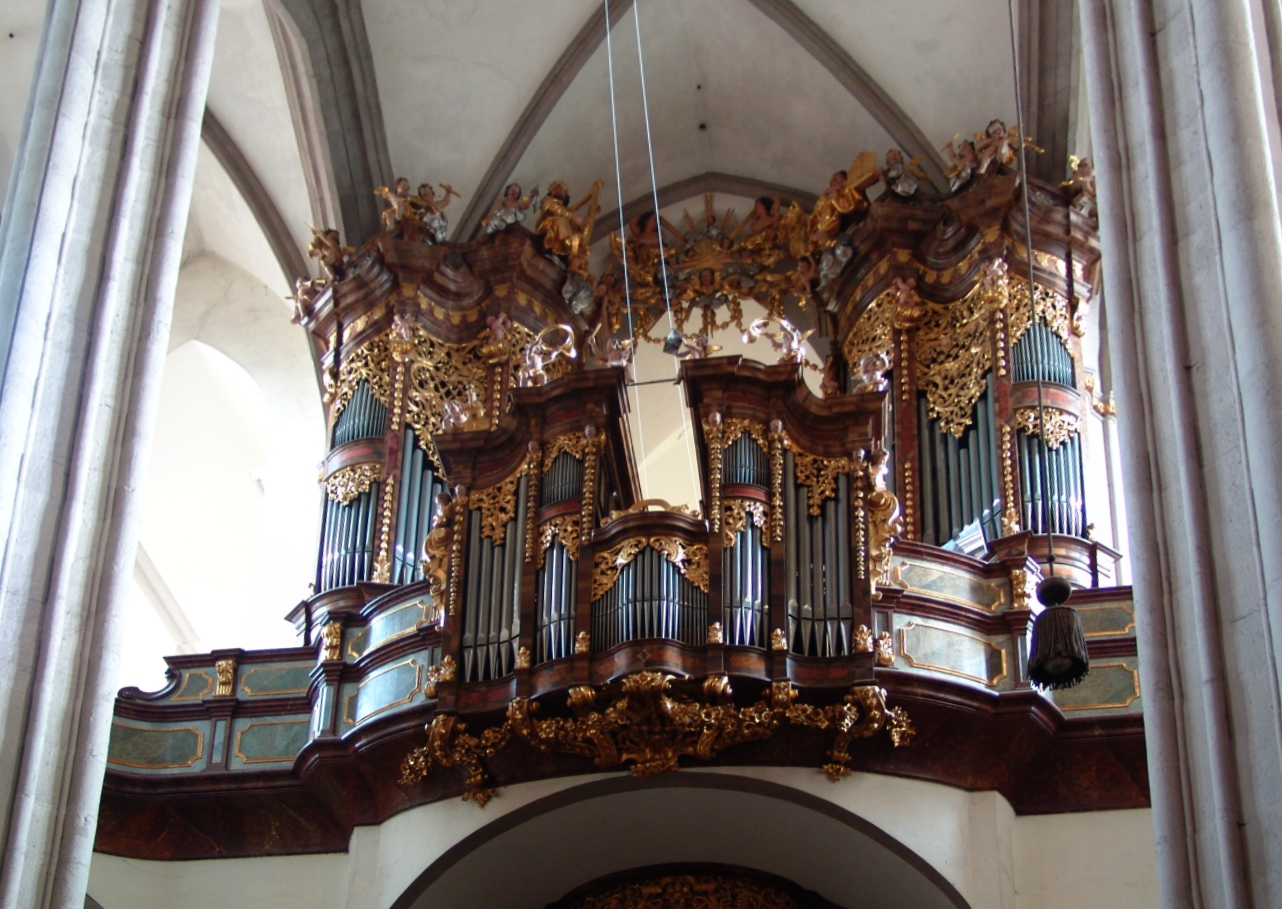
Орган Эгедахера

Здания монастыря несколько раз перестраивались, поэтому для архитектуры характерно смешение нескольких стилей: романского, цистерцианской готики и барокко. Наиболее примечательны клуатр с периферийной галереей, дормиторий, зал капитулов и библиотека. Плафон библиотеки расписан Паулем Трогером. Алтарь церкви сохранился с XVII века, отделан разноцветным мрамором. Орган создан в 1731 году Иоганном Эгедахером из Пассау и является одним из самых больших и дорогих органов Нижней Австрии.

## Настоящее время
Цветль — действующий монастырь. Братия насчитывает 23 монаха. Монахи Цветля также обслуживают 14 церковных приходов в окрестностях монастыря. Часть монастыря открыта для посещения с экскурсиями. Возможно также посещение монастырского сада и винных подвалов.
Библиотека аббатства насчитывает около 60 000 томов, 500 инкунабул и 420 манускриптов. Монастырю принадлежит 2 500 гектаров лесных угодий, рыбоводческая ферма, 35 гектаров виноградников.
При монастыре функционирует теологическая школа. С 1983 года в аббатстве проводится ежегодный органный фестиваль.